# Железничка станица Нишка Бања
Железничка станица Нишка Бања је  железничких станица се налази на уласку у Нишку Бању на 10,5 км од Нишке железничке станице. Станица се налази на прузи Ниш—Димитровград која се налази на источном краку железничког коридора 10 кроз који пролази магистрална железничка пруга (Е-70) Ниш—Димитровград.  
По реду вожње новембра 2021.године током дана постоје три поласка за Белу Паланку и три према Нишу.
Пруга пролази кроз насеља општине Нишка Бања : Никола Тесла, Просек, Сићево и Островица. Железничка станица Нишка Бања се састоји из 3 колосека. 